# 앙통
앙통(태국어: อ่างทอง )은 태국의 읍(테사반 므앙)이자 앙통 주의 주도이다. 읍 전체가 므앙앙통 군에 속하고 인구는 2006년에 13,738명이었다. 읍은 짜오프라야강 기슭에 위치한다.

## 역사
앙통은 원래 므앙 위셋차이찬으로 알려졌다. 므앙 위셋차이찬의 원래 위치는 노이 강 기슭이었다. 므앙 위셋차이찬은 버마와의 전쟁 때 아유타야 왕조의 중요한 전진 기지였다. 톤부리 왕조 때 므앙 위셋차이찬은 짜오프라야강 좌안으로 이동했고 '므앙 앙통'으로 개칭되었다.